# Michael Moore (blazer)
Michael Moore (Eureka (Californië), 4 december 1954) is een Amerikaanse jazzsaxofonist en -klarinettist, die sinds 1982 in Nederland woont.

## Biografie
Moore is de zoon van een semi-professionele muzikant en is geboren en getogen in Eureka, Californië. Hij studeerde muziek aan de Humboldt State University en studeerde in 1977 af aan het New England Conservatory of Music, waar hij studeerde bij Jaki Byard en Gunther Schuller. Hij was een klasgenoot van Marty Ehrlich. Hij speelde in verschillende muzikale contexten, vooral ter ondersteuning van theater- en dansgroepen. In 1982 was hij een vast lid van de Instant Composers Pool van Misha Mengelberg en was hij naar Amsterdam verhuisd. Hij was ook lid van het Grubenklang Orchester van Georg Gräwe. Moore is ook lid van het Clusone Trio (ook bekend als Trio Clusone en Clusone) met cellist Ernst Reijseger en drummer Han Bennink. Oorspronkelijk bedoeld om slechts één optreden te spelen op een festival in Clusone, Italië, toerde het trio een aantal jaren onregelmatig en nam zes albums op, waaronder een van de vrij geïnterpreteerde composities van Irving Berlin.
Moores eerste opname als leader was in 1992, maar het was met Chicoutimi uit 1994 dat hij erkenning kreeg als componist. Het drummerloze trio op dit album, met pianist Fred Hersch en bassist Mark Helias, werd geïnspireerd door de duo-opnamen van Lee Konitz en Gil Evans en herinnert op plaatsen aan de Jimmy Giuffre-trio's uit de vroege jaren 1960. Moore speelt ook in Jewels and Binoculars, een gezamenlijk trio met bassist Lindsey Horner en drummer Michael Vatcher, dat zich toelegt op interpretaties van Bob Dylan-liedjes. In 1986 won Moore de VPRO/Buma Boy Edgar Prijs, de meest prestigieuze jazzprijs van Nederland. In 1991 richtte hij Ramboy Records op om zijn muziek vast te leggen.
Moore formeerde zijn jazzkwintet in 2005, waarin hij samenwerkt met ervaren Nederlandse spelers: trompettist Eric Vloeimans, pianist Marc van Roon, bassist Paul Berner en drummer Owen Hart jr. In oktober 2005 nam het kwintet het album Osiris op. In 2013 trad hij op met InstanPool, een groep internationale musici die verbeterde muziek maakten en af en toe een compositie speelden. InstanPool bestaat uit Michael Moore en Mark Alban Lotz (blazers), Korhan Erel en Robert van Heumen (laptops), Sevket Akinci en Giray Gürkal (gitaren, elektronica). Sommige leden speelden ook in Islak Köpek.

## Discografie

### Als leader
- 1996: MGM Trio met Marilyn Crispell
- 1997: Thirteen Ways met Fred Hersch
- 1999: Monitor
- 1999: The Voice Is The Matter met Jodi Gilbert
- 2000: Mt. Olympus met Alex Maguire
- 2000: Pursuit met Benoit Delbecq 5
- 2001: White Widow
- 2002: Air Street
- 2002: Floating 1...2...3
- 2003: Jewels & Binoculars
- 2006: Kamosc met Achim Kaufmann
- 2007: Simple Songs met Celano Baggiani Group
- 2008: This We Know met Fred Hersch
- 2008: Fragile
- 2009: PPP5 met Cor Fuhler
- 2011: Live In NYC met Will Holhauser
- 2011: Easter Sunday
- 2012: Coconut met Eric Boeren
- 2013: Something Nothing met Achim Kaufmann
- 2013: Nothing Something met Achim Kaufmann
- 2013: Furthermore met Achim Kaufmann
- 2016: Felix Quartet

Met Dave Douglas
- 2005: Mountain Passages (Greenleaf)

- Bibliothèque nationale de France: cb142083793 (data)
- Gemeinsame Normdatei: 1058384252
- International Standard Name Identifier: 0000 0001 1931 8930
- Library of Congress Control Number: nr97038190
- MusicBrainz: 1d1b0b58-c956-4d72-a1f8-ea664158a043
- Nationale Bibliotheek van Israël: 987007452298105171
- Système universitaire de documentation: 075152479
- Virtual International Authority File: 2377200
- WorldCat: E39PBJrKV3M7RgGXy9VFKRCbBP